# Black Kent
Black Kent, född 1 maj 1985, är en rappare från Elfenbenskusten. 
Han föddes i Abidjan, i tonåren flyttade han till Kenya och år 2003 till Bordeaux för att avsluta sina studier vid fakulteten i Bordeaux IV. Han är främst känd som musiker och han skriver sina egna texter. Han är främst känd för sina låtar "Il m'a dit", "Un euro et un rêve" och "Bart Simpson". I med att Black Kent bor i Bordeaux och har uttryckt sin kärlek till staden visas därför ofta Bordeaux i bargrunden i hans låtvideor. 